# David Dilwyn John
Pour les articles homonymes, voir John.
David Dilwyn John, né le 20 novembre 1901 à St Bride's Major (Vale of Glamorgan) et mort le 2 octobre 1995, est un zoologiste et explorateur gallois. 
De 1935 à 1948, il est conservateur adjoint de zoologie au British Museum et, de 1948 à 1968, directeur du Musée national du pays de Galles à Cardiff.

## Biographie
John est issu d'une famille de quatre enfants. Son père est fermier. Il va à l'école à Bridgend et reçoit sa formation scientifique à l'Université d'Aberystwyth à Aberystwyth. Il obtient un baccalauréat en agriculture puis une maîtrise en 1925, après un an de recherche sur les parasites. Il participe alors au programme de recherche des Discovery Investigations et, entre 1925 et 1935, fait partie de trois voyages maritimes en Antarctique. Dès le deuxième, il est chef des recherches et lors du troisième voyage, effectue en hiver en compagnie de William Melvin Carey le tour du continent entier, ce qui lui vaut une médaille polaire en 1941. 
En 1935, il rejoint le British Museum et devient conservateur adjoint du département de zoologie, chargé de la collection d'échinodermes. 
Il retourne au Pays de Galles en 1948 pour devenir directeur du Musée national du Pays de Galles. Il est nommé CBE en 1961.
En 1929, il épouse Marjorie Page, avec qui il a un fils et une fille.